# 환녀
"환녀"는 한국에서 제작된 김호선 감독의 1974년 영화이다. 하명중 등이 주연으로 출연하였고 주동진 등이 제작에 참여하였다.

## 출연

### 주연
- 하명중
- 윤연경
- 최불암